# Shemini (Parashá)
Shemini, Sh'mini, ou Shmini (שְּׁמִינִי— Hebraico para "oitavo", a terceira palavra, e a primeira palavra distinta, no Parashá) é a 26.ª porção semanal da Torá (פָּרָשָׁה, parashah) no ciclo anual judaico da leitura de Torá e a terceira no Livro de Levítico. Parashá Shemini conta sobre a consagração do Tabernáculo, as mortes de Nadabe e Abiú, e as leis alimentares de kashrut (כַּשְׁרוּת). O Parashá constitui Levítico 11:1-11:47. É composto por 4.670 letras hebraicas, 1.238 palavras hebraicas, 91 versos e 157 linhas em um Pergaminho da Torá (י תּוֹרָה, Sefer Torah).
Os judeus o lêem no 25.º ou 26.º sábado após Simchat Torá, no fim de março ou abril. Nos anos em que o primeiro dia da Páscoa cai em um sábado (como acontece em 2018 e 2019), os judeus em Israel e os judeus reformistas liam a Parashá depois da Páscoa uma semana antes dos judeus conservadores e ortodoxos na diáspora, nesses anos, os judeus na Israel e os judeus reformistas celebram a Páscoa por sete dias e, portanto, leem a próxima Parashá (em 2018, Shemini) no sábado, uma semana depois do primeiro dia da Páscoa, enquanto os judeus conservadores e ortodoxos da Diáspora celebram a Páscoa por oito dias e leem no próximo Parashá (em 2018, Shemini) uma semana depois, em alguns desses anos (por exemplo, 2018), os dois calendários se realinham quando judeus conservadores e ortodoxos na diáspora lêem Behar junto com Bechukotai enquanto judeus em Israel e judeus reformistas os lêem separadamente.